# Спам
Спам (spam) е използване на среда за електронни комуникации за масово изпращане на нежелани съобщения. Най-известната форма на спам е под формата на съобщения с рекламно съдържание по електронната поща. Спамът е използван и с други цели и използвайки други медии, като Usenet, търсачки, уеблогове, ICQ, IRC и SMS.
Спамът, разпространяван чрез услугите за моментни съобщения е по-известен като spim.

## История
Думата придобива популярност след телевизионния скеч „Spam“ на „Летящия цирк на Монти Пайтън“, излъчен за пръв път през 1970 г. Героите на скеча разглеждат меню в заведение за хранене, където почти всяко блюдо съдържа Spam (съкр. от spiced ham)  – американска търговска марка за консерви свинско месо от които след войната остава голямо количество и се продават на ниски цени ставайки синоним на евтина храна, което е вездесъщо и натрапчиво. Безспирното повтаряне на думата „спам“ заглушава основния диалог

## Регулация
Към март 2015 г. спамът е обявен за незаконен и наказуем в 35 държави. Имайки предвид, че сред тях са страни като Руската федерация, Китай, САЩ, Канада, Бразилия, Австралия, Аржентина, Чили, Индия и Дания може да се заяви, че на повече от половината територия на земята той се счита за проблем, чието решаване изисква наказателни мерки. В много от тези страни вече има и прецеденти на съдебни решения срещу лица и организации, уличени в разпространяване на спам.
В повечето държави спамът не е обект на законова регулация. Единствената страна, която го е легализирала, е именно България. Според промените в чл. 5 и 6 Закона за електронната търговия от 16 декември 2006 г. се узаконява изпращането на спам до адреси на юридически лица, стига в текста на съобщението да е включено предупреждение, че то може да представлява непоискано търговско съобщение. Изпращането на спам до адреси на физически лица е забранено.
Едно възможно неприятно последствие от легализирането е, че формално дава възможност подателите на спам да преследват за нелоялна конкуренция всеки доставчик на публична услуга, прилагащ мерки за борба със спама. Въпреки че не е известно да са заведени подобни дела, няколко оплаквания срещу интернет доставчици и публични пощенски услуги, които предлагат блокиране на спам очакват решение на Комисията за защита на конкуренцията.
От октомври 2009 г. след поправка в закона и по-точно чл.6 от ЗЕТ, КЗП се задължава да води регистър на фирмените мейл адреси, които не желаят да получават непоискани търговски съобщения. Ако адрес, вписан в регистъра, получи непоискано търговско съобщение, притежателят му има право да заведе съдебен иск срещу изпращача или да подаде жалба в КЗП. Глобата е между 1000 и 5000 лева. На сайта на КЗП има информация за това как се вписват фирмени адреси в регистъра. Разбира се, мерките влизат в сила единствено ако се докаже, че подателят е юридическо или физическо лице, подвластно на българското законодателство. Същевременно регистърът е отличен източник на пощенски адреси с гарантирана автентичност (титулярът носи наказателна отговорност за деклариране на неверни данни), и безнаказано може да се използва като такъв от податели, които не могат да бъдат привлечени под отговорност в България. Подобен регистър практически изпълнява ролята на национална спам листа.
Показателен за отношението към проблема на държавната администрация е и фактът, че както легализирането на спама, така и използването на бюджетни средства за създаване и поддържане на регистър с адреси, който е от полза преди всичко на разпространителите на спам, бяха приети от Народното събрание практически без обсъждане, въпреки многобройните протести и явното им несъответствие с международните тенденции. Същевременно предложенията за създаване вместо него на публичен регистър на IP адресите, желаещи да подават непоискани търговски съобщения по смисъла на ЗЕТ и за забрана подаването на такива съобщения от нерегистрирани адреси системно се игнорират както от законодателната, така и от изпълнителната власт, въпреки че подобен регистър би помогнал именно на борбата със спама, а не на разпространението му.
Прилагането на мерки против разпространяването на спам без изричното съгласие на потребителя, което се практикува от някои интернет доставчици и публични пощенски услуги нарушава законови и конституционни права на гражданите, и практически е форма на цензура.

## Методи за борба
Методите за борба се разделят на две категории:
- Методи, подходящи за прилагане от доставчици (ISP) / оператори на услуги;
- Методи, подходящи за прилагане от крайни потребители;

Няма точно разделение кои методи в коя категория попадат, затова просто ще бъдат изброени:
- Блокиране на адресите, от които се изпраща спам – приложимо както от доставчици, така и от крайни клиенти. Резултатът е, че просто писмата не достигат до вас или в случая с краен клиент биват маркирани като нежелани и евентуално изтрити.
- Неотваряне на нежелана поща. Поради широкото разпространение на Internet Explorer, ниската потребителска култура и голямото количество проблеми със сигурността на по-горе споменатото приложение освен загубата на време, за отваряне на писмото прочитане на съобщение, може компютърът да бъде заразен от вирус, троянски кон и подобен род Malware. Като краен резултат има сериозна възможност за кражба на ценни данни (банкови сметки, пароли). Отварянето на нежелано писмо също така може да даде сигнал с използване на скрити картинки в писмото, когато то е в HTML формат, че адресът на електронната поща се използва активно. Обикновено адресите, до които се разпраща нежелана поща, се генерират с използване на речници с думи и имена, към които се добавят имена на домейни и поради това на изпращача (спамера) не е ясно дали даден адрес на електронна поща се използва или не, но с използване на скрити картинки на него може да бъде съобщено и да последва повишение на активността на изпращаната нежелана поща към този адрес.
- Използване на черни списъци – Обикновено това са обществено достъпни интернет сайтове, съдържащи списъци с известни адреси, от които се изпраща спам.

Тъй като горните методи се заобикалят сравнително лесно (SMTP протокола не разполага с надеждни средства за доказване самоличността на подателя), напоследък най-успешни се оказват методи, които не разчитат само на информацията за подателя.
- Черни списъци за IP адреси на компютри, от които се изпраща спам. Тези адреси не се фалшифицират лесно, но е възможно предварително „превзет“ компютър – „зомби“ да бъде накаран да изпраща писмата от своя адрес.
- Блокиране на писма, съдържащи определени думи – най-простият пример е с думата „Виагра“. Това би могло да спре цялата нежелана поща по дадена тема. Като противодействие, спамерите обикновено използват странен начин за изписване на думата – например „Viaagraa“, или търсят символи с подобен вид – „V1agra“.
  - За борба с българския законен спам особено ефективно е филтрирането на писма, които съдържат в рамките на един абзац фразата „търговско съобщение“ и думите „поискано“ или „непоискано“.
- Смислов/синтактичен анализ на писмото – силно усложнен вариант на горната техника, при който по определени признаци се прави опит да се извлекат характеристики на текста, които да покажат дали това е спам или не.
- Блокиране на писма по определени технически характеристики – най-известните примери са:
  - Блокиране на писма от сървъри, които нямат име (само IP адрес)
  - Блокиране на писма, изпратени с непознати (или известни с „черното“ си предназначение) програми.

Няма система, която да дава 100% гаранция. Ако системата за защита е твърде „подозрителна“, има голям шанс някое важно писмо да отиде при нежеланите.
Най-важният съвет за защита от спам е: Не давайте никъде ваш или на приятел електронен адрес. Никъде включва:
- Сайтове и услуги, които изискват регистрация.
- Електронни картички (получателят, освен картичката, ще започне да получава и спам).
- Безплатни програми или програми с неизвестен автор.
- Промоции и игри – във или извън интернет.
- Сайтове тип „Жълти страници“, които публикуват адресите в удобна за автоматично извличане форма.
- Регистъра в КЗП на юридическите лица, които не желаят да получават непоискани търговски съобщения